# Гленфинлас (баллада)
«Гленфинлас, или Плач по лорду Роналду» (англ. Glenfinlas, or Lord Ronald's Coronach) — баллада Вальтера Скотта, написанная в 1798 году и впервые опубликованная в 1800 году, первое оригинальное произведение писателя. Скотт использовал в этой балладе шотландские легенды. В XIX веке «Гленфинлас» пользовался популярностью, в XX веке литературоведы подвергали его критике.

## Сюжет
Баллада представляет собой рассказ о гибели лорда Роналда, сына Гильемора, написанный в форме погребального плача. Главный герой — вымышленный персонаж, один из вождей шотландских горцев, имеющий репутацию храброго воина. К нему в гости приезжает старый друг по имени Мой, известный своим поэтическим даром и умением видеть будущее. Друзья отправляются на охоту в ущелье Гленфинлас. Роналд предлагает встретиться с двумя дочерьми Гленгайла, которые охотятся где-то неподалёку, но Мой отказывается: он понимает, что эта встреча сулит гибель. Тогда Роналд уходит один. Ночью Мою, сидящему у костра, является девушка, которая называет себя одной из дочерей Гленгайла и просит проводить её домой. Тот понимает, что это призрак, читает молитву и начинает играть на арфе. Тогда девушка исчезает с дьявольским хохотом, начинаются град и ливень, в котором вода смешана с кровью. Наконец, на землю падает отрубленная голова лорда Роналда. Отныне, согласно балладе, путники обходят Гленфинлас стороной, зная, что это ущелье — «приют лесных жестоких дев».

## История создания и публикация
Вальтер Скотт начинал свои литературные занятия как переводчик (главным образом с немецкого). В 1797 году Мэтью Льюис, знакомый с созданными Скоттом переводами баллад «Ленора» и «Дикий охотник», предложил ему написать что-нибудь для готовившегося к печати сборника под условным названием «Ужасные рассказы» (Tales of Terror). В следующем году Скотт передал Льюису текст баллады «Гленфинлас» — своего первого оригинального произведения, основанного на одной из легенд шотландского нагорья. Льюис на это ответил длинным перечнем критических замечаний, касавшихся ритма и рифм. Поскольку его претензии не совпали с замечаниями, которые высказали друзья Скотта, поэт сформулировал для себя важное правило: никогда не редактировать свои произведения на основе детальной критики.
Баллада была опубликована в составе сборника, получившего новое название («Чудесные рассказы»), в 1800 году. В 1802 году она была включена в книгу «Песни шотландской границы», в 1806 году — в первый авторский сборник баллад и поэм Скотта.

## Оценки
«Чудесные рассказы» были встречены рецензентами недружелюбно. При этом Скотт позже вспоминал, что его баллада «была отклонена без осуждения, а в некоторых случаях получила похвалу от критиков». «Песни шотландской границы» имели большой успех. Поэтесса Анна Сьюард после выхода этой книги выразила Скотту своё восхищение «Гленфинласом», и он ей ответил, что шотландская публика в основном предпочитает данной балладе «Канун святого Джона», тогда как у большинства его английских друзей прямо противоположное мнение; сам поэт был согласен с шотландской точкой зрения.
Многие критики считали, что Скотт испортил кельтскую легенду, попытавшись привнести в неё сюжетные и стилистические особенности, характерные для немецких баллад. Зять и биограф писателя Джон Локхарт в 1837 был вынужден отчасти согласиться с этим мнением. В XIX веке звучали и более высокие оценки «Гленфинласа», но в XX веке критики стали более суровыми. Джон Бьюкен назвал балладу «выдумкой, полной сомнительных отголосков и банальных уловок», С. Фаулер Райт раскритиковал её за бедность сюжета, Эдгар Джонсон — за слишком медленный ритм повествования, местами излишнюю сочность языка и слабость кульминации, Теренс Хогвуд — за явные женоненавистнические мотивы.